# Arles
Arles (okcitansko Arle, latinsko Arelate) je obalno mesto in občina v južni Franciji, podprefektura v departmaju Bouches-du-Rhône v regiji Provansa-Alpe-Azurna obala, v nekdanji provinci Provansa. Mesto ima okoli 50.000 prebivalcev.
Velik del Camargue, največjega mokrišča v Franciji, je na ozemlju občine, zaradi česar je največja občina v metropolitanski Franciji glede na geografsko območje. (Maripasoula, Francoska Gvajana, je veliko večja od Arlesa). Mesto ima dolgo zgodovino in je bilo zelo pomembno v rimski provinci Narbonska Galija. Rimski in romanski spomeniki v Arlesu so bili leta 1981 uvrščeni na Unescov seznam svetovne dediščine zaradi njihovega pričevanja o zgodovini regije.
Mnogi umetniki so živeli in delali na tem območju zaradi južne svetlobe, vključno s Pablom Picassom, Paulom Gauguinom, Jacquesom Réattujem in Petrom Brownom. Nizozemski postimpresionistični slikar Vincent van Gogh je živel v Arlesu od leta 1888 do 1889 in med svojim časom tam ustvaril več kot 300 slik in risb. Te so v mednarodno znanih muzejih in zasebnih zbirkah po vsem svetu. Od leta 1970 vsako leto v mestu poteka mednarodni fotografski festival.

## Ime
Naselbina je izpričana kot Arelate sredi 1. st. pr. n. št. (Cezar), Areláte (Ἀρελάτε) v začetku 1. st. (Strabon), Arlate civitas leta 954 in Arle v 13. stoletju.  Toponim Arelate je latinizirana oblika galskega *Arelati, kar pomeni »ob močvirju« ali »pred močvirjem«.

## Geografija
Mesto leži tik pred izlivom reke Rone v Sredozemsko morje, ki pri tem ustvari široko delto Camargue. Slednja predstavlja večino administrativnega ozemlja občine, ki je s 758,95 km² največja v celotni Franciji, kar je več kot sedemkrat več od površine Pariza. Toda njegovo prebivalstvo šteje le malo več kot 50.000.
Arles ima vroče poletno sredozemsko podnebje (Köppen: Csa) s povprečno letno temperaturo 14,6 °C (1948–1999). Poletja so topla in zmerno suha, s sezonskimi povprečji med 22 °C in 24 °C, zime pa hladne do blage s povprečno temperaturo okoli 7 °C. Mesto je nenehno, predvsem pa v zimskih mesecih, podvrženo vplivu maestrala, mrzlega vetra, ki lahko povzroči nenadne in močne zmrzali. Padavine (636 mm na leto) so dokaj enakomerno porazdeljene od septembra do maja, pri čemer je poletna suša manj izrazita kot v drugih območjih Sredozemlja.

## Uprava
Arles je okrožje Francije v departmaju Bouches-du-Rhône v regiji Provansa-Alpe-Azurna obala. Ima 29 občin. Njegovo prebivalstvo je 171.684 (2016), njegova površina pa 2.031,5 km².
Kanton Arles je upravna enota departmaja Bouches-du-Rhône v jugovzhodni Franciji. Nastal je ob reorganizaciji francoskega kantona, ki je začela veljati marca 2015. Njegov sedež je v Arlesu.
Sestavljajo jo naslednje občine: 
1. Arles
2. Port-Saint-Louis-du-Rhône
3. Saintes-Maries-de-la-Mer

Communauté d'agglomération Arles-Crau-Camargue-Montagnette (CCAM) je medkomunalna struktura s središčem v mestu Arles. Ustvarjena je bila decembra 2003. Njena površina je 1445,8 km². Prebivalstvo je bilo leta 2018 83.669, od tega 51.031 v Arlesu.

## Zgodovina
Arles je bil ustanovljen kot starogrška kolonija v 6. stoletju pred našim štetjem pod imenom Theline. Leta 535 pr. n. št. so kolonijo zavzeli galski Salluvii in jo preimenovali v Arelate. Leta 123 pr. n. št. je pripadel Rimljanom, v tem času je postal pomembno mesto (Colonia Iulia Paterna Arelatensium Sextanorum) - kolonija veteranov rimske legije VI. Ferrata, ki je imela tam svojo bazo, vendar v senci Massalie (Marseille). Njegov čas je prišel s Cezarjem, ki je v boju proti Pompeju uporabil njegovo vojaško silo. Za nagrado je Arelate dobil ozemlja Massalie, ki je v nasprotju z njim podpirala Pompeja.
Mesto je doseglo največji vpliv v 4. in 5. stoletju, ko je bilo pogosto uporabljeno kot glavni stan rimskega cesarja v času vojaških kampanj. Leta 395 je postal sedež - prefektura Galije, ki je pokrivala zahodni del Zahodnorimskega cesarstva, to je ožjo Galijo, Hispanijo (Španija) in Armorico (Bretanija). V času cesarja Konstantina Velikega so bile v mestu zgrajene terme, v mestu je bil rojen njegov sin Konstantin II., uzurpator Konstantin III. pa ga je ob razglasitvi za zahodnega cesarja (407–411) naredil za svoje glavno mesto (408). V poznem rimskem obdobju je Arles postal poznan kot kulturno in versko središče, pri tem je bil ključna točka pokristjanjevanja Galije.
V 8. stoletju so vdrli na to zemlje Franki, ki so prevzeli nadzor nad njim, Arles pa leta 855 razglasili za glavno mesto Arelatskega kraljestva. Kraljestvo je zajemalo tudi del Provanse in Burgundijo, na ozemlju slednje je bilo leta 888 pod auxerrskim grofom Rudolfom ustanovljeno kraljestvo Transjuranske Burgundije. Leta 933 je bilo pod Rudolfom II. kraljestvo ponovno združeno, po smrti Rudolfa III. (1032) pa ga je podedoval Konrad II., svetorimski cesar. Arles je ponovno dobil na veljavi v 12. stoletju s prihodom in kronanjem cesarja Friderika Barbarosse (1178), postal je svobodno mesto pod upravo izvoljenega podeštata, ki je imenoval konzule. Ta status je obveljal vse do francoske revolucije 1789.
Arles se je pridružil provanški grofiji leta 1239. V letu 1378 je cesar Karel IV. predal ostanek Arelatskega kraljestva francoskemu dauphinu, kasnejšemu kralju Karlu VI., tako je kraljestvo tudi na papirju prenehalo obstajati.
Leta 1888 je Arles odkril nizozemski slikar Vincent van Gogh, ki je bil prevzet nad provansalsko pokrajino. V času svojega obiska v Arlesu je izdelal preko 300 slik in risb. Po drugi strani se je njegovo zdravje občutno poslabšalo, zaradi tega se je v maju 1889 poslovil in poiskal zatočišče v bližnjem Saint-Rémyju.

### Evropska prestolnica kulture
Arles je igral pomembno vlogo v Marseille-Provence 2013, celoletnem nizu kulturnih dogodkov v regiji, potem ko je bil imenovan za Evropsko prestolnico kulture za leto 2013. Mesto je gostilo del otvoritvene slovesnosti s pirotehničnim nastopom skupine Groupe F na bregovih Rone. Prav tako je predstavil novo krilo Musée Départemental Arles Antique kot del Marseille-Provence 2013.

## Zanimivosti
Arles je na seznamu francoskih umetnostno-zgodovinskih mest. V mestu se nahajajo:
- Rimsko gledališče v Arlesu iz 1. stoletja, zgrajeno v času vladavine cezarja Avgusta
- amfiteater v Arlesu, dvonadstropen je verjetno najvidnejša turistična atrakcija v mestu
- Alyscamps je velika rimska nekropola, ki je malo stran od obzidja
- Konstantinove terme,
- Rimski obelisk iz 4. stoletja, postavljen v središču Place de la République, pred mestno hišo v Arlesu
- Barbegalski akvadukt in mlini; je kompleks rimskih mlinov na ozemlju občine Fontvieille, blizu mesta Arlesa
- cerkev sv. Trofima je rimskokatoliška cerkev in nekdanja stolnica. Zgrajena je bila med 12. in 15. stoletjem in je v romanskem arhitekturnem slogu.
- zgodovinski muzej Musée de l'Arles et de la Provence antiques z eno najboljših zbirk rimskih sarkofagov, kar jih je mogoče najti kjerkoli zunaj Rima.

## Arheologija
Septembra–oktobra 2007 so potapljači pod vodstvom Lucasa Longasa iz francoskega departmaja za podvodne arheološke raziskave, ki ga vodi Michel L'Hour, v Roni blizu Arlesa odkrili marmornat doprsni kip v naravni velikosti očitno pomembne rimske osebe, skupaj z manjšimi kipi Marsija v helenističnem slogu in boga Neptuna iz 3. stoletja našega štetja. Večji doprsni kip je bil pogojno datiran v leto 46 pr. n. št. Ker je doprsni kip prikazoval več značilnosti starajočega se človeka z gubami, globokimi nazo-labialnimi gubami in vdolbinami na obrazu in ker so arheologi verjeli, da je Julij Cezar leta 46 pred našim štetjem ustanovil kolonijo Colonia Iulia Paterna Arelate Sextanorum, so znanstveniki prišli do predhodnega sklepa, da je doprsni kip upodabljal življenjski portret rimskega diktatorja: francoska ministrica za kulturo Christine Albanel je 13. maja 2008 poročala, da bo doprsni kip najstarejša upodobitev Cezarja, ki je danes znana. Zgodbo so povzeli vsi večji mediji. Realističnost portreta naj bi ga uvrščala v tradicijo pozne republikanske portretne in žanrske plastike. Arheologi so nadalje trdili, da je bil doprsni kip Julija Cezarja morda zavržen ali diskretno odstranjen, ker bi lahko Cezarjeve portrete po diktatorjevem atentatu obravnavali kot politično nevarno lastnino.
Zgodovinarji in arheologi, ki niso povezani s francosko administracijo, med njimi Paul Zanker, znani arheolog in strokovnjak za Cezarja in Avgusta, so se hitro spraševali, ali je doprsni kip portret Cezarja. Mnogi so opazili pomanjkanje podobnosti s Cezarjevimi podobami, izdanimi na kovancih v zadnjih letih diktatorjevega življenja, in z doprsnim kipom Cezarja v Tuskulumu, ki prikazuje Julija Cezarja v času njegovega življenja, bodisi kot tako imenovani zeitgesicht ali kot neposredni portret. Po nadaljnji stilistični presoji je Zanker datiral doprsni kip iz Arlesa v avgustovsko obdobje. Elkins je zagovarjal 3. stoletje našega štetja kot terminus post quem za odstavitev kipov in zavrnil trditev, da je bil doprsni kip zavržen zaradi strahu pred posledicami Cezarjevega atentata leta 44 pr. n. št. Glavni argument francoskih arheologov, da je Cezar ustanovil kolonijo leta 46 pr. n. št., se je izkazal za napačnega, saj je kolonijo ustanovil nekdanji Cezarjev kvestor Tiberij Klavdij Neron na diktatorjev ukaz v njegovi odsotnosti. Mary Beard je osebe, vpletene v najdbo, obtožila, da so si namerno izmislile svoje trditve zaradi javnosti. Francosko ministrstvo za kulturo se na kritike in negativne kritike še ni odzvalo.

## Pobratena mesta
- Cubelles (Katalonija, Španija)
- Fulda (Hessen, Nemčija)
- Jerez de la Frontera (Andaluzija, Španija)
- Kalymnos (Dodekanez, Grčija)
- Pskov (Severozahodno zvezno okrožje, Rusija)
- Sagné (Mavretanija)
- Vercelli (Piemont, Italija)
- Verviers (Valonija, Belgija)
- Wisbech (Anglija, Združeno kraljestvo)
- York (Pensilvanija, ZDA)
- Zhouzhuang (Jiangsu, Ljudska republika Kitajska)